# علم القزحية

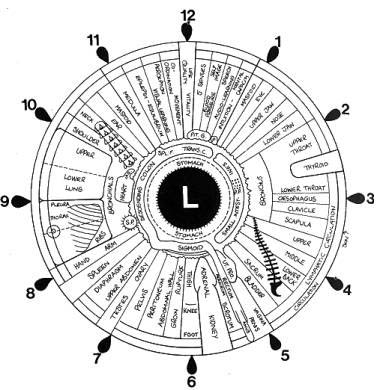
مثال على مخطط القزحية

علم القزحية أو مبحث القزحية (بالإنجليزية: Iridology) كما يُسمى التشخيص من القزحية، هو من تقنيات الطب البديل، حيثُ يعتقدُ مؤيدوه أنَ فحصَ أنماط وألوان وغيرها من خصائص القزحية يُساعد في تحديد المعلومات المُتعلقة بالصحة الجهازية للمريض. يُطابق الممارسون ملاحظاتهم بمخططات القزحية، التي تقسم القزحية إلى مناطق تتوافق مع أجزاء معينة من جسم الإنسان. يرى أخصائيي القزحية العينين «نوافذ» للحالة الصحية للجسم.

## روابط خارجية
- The Skeptics Dictionary
- Quackwatch
- Confessions Of A Former Iridologist
- Your-Doctor.com نسخة محفوظة 14 سبتمبر 2008 على موقع واي باك مشين.
- James Randi Educational Foundation